# Чеки Внешпосылторга и Внешторгбанка

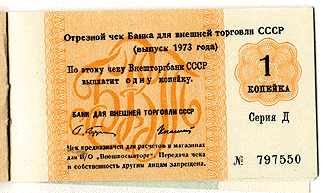
Односторонний отрезной чек на 1 копейку Внешторгбанка. 1973 год

Че́ки Внешторгба́нка (Банка для внешней торговли СССР) и Внешпосылто́рга (ранее «сертифика́ты» и «бо́ны») — своеобразная «параллельная валюта», существовавшая в СССР в 1964—1988 годах. Чеки выпускались только в виде банкнот, а монет не существовало (существовали бумажные чеки номиналом в одну копейку).
Чеками Внешпосылторга (ВПТ) выплачивали заработную плату советским гражданам, работавшим за границей: преимущественно специалистам, работавшим по строительным контрактам СССР, а также специалистам (например, преподавателям, врачам и военным советникам), работавшим по контрактам с заграничными государственными и частными учреждениями (госпитали, университеты и так далее), а также морякам (они получали чеки Внешторгбанка), рядовым работникам посольств и прочим лицам внутри СССР, получавшим гонорары или переводы в валюте.

## Сфера применения чеков
Параграф 1. Общие указания
190. Внешторгбанк СССР выпустил следующие виды отрезных чеков в рублях: отрезные чеки серии «Д», отрезные чеки серии «А» и отрезные чеки с контуром теплохода (без серии).
Отрезной чек Внешторгбанка СССР представляет собой денежное обязательство Внешторгбанка СССР о выплате указанной в чеке суммы.
Чеки сброшюрованы в чековые книжки соответствующего достоинства.
191. Отрезные чеки предназначены для расчетов определенных категорий граждан за товары и услуги либо в специализированных магазинах (чеки серии «Д» и серии «А»), либо на советских круизных судах, совершающих рейсы на международных линиях (чеки с контуром теплохода).
192. Учреждения Госбанка совершают операции с отрезными чеками Внешторгбанка СССР в рублях серии «А» и с отрезными чеками Внешторгбанка СССР в рублях с контуром теплохода.
Порядок совершения операций с отрезными чеками Внешторгбанка СССР в рублях серии «А» предусмотрен инструкцией Внешторгбанка СССР от 27 января 1972 г. № 6, разосланной при письме Правления Госбанка СССР от 29 марта 1972 г. № 2053.
193. Операции по продаже отрезных чеков Внешторгбанка СССР в рублях серии «Д» совершаются только Внешторгбанком СССР и его отделениями.
Параграф 2. Операции с отрезными чеками Внешторгбанка СССР в рублях с контуром теплохода (без серии)
194. Учреждения Госбанка производят продажу за советскую валюту отрезных чеков Внешторгбанка СССР в рублях с контуром теплохода (в дальнейшем именуемых — «отрезные чеки») участникам круизных поездок на советских судах, совершающих международные рейсы, — советским гражданам и гражданам социалистических стран.
Сумма продажи отрезных чеков не должна превышать 50 рублей на одно лицо в размере, кратном 10 рублям. Продажа отдельных чеков не допускается.
195. Продажа отрезных чеков производится руководителям групп туристов на основании справок направляющих организаций (приложение № 15) с разрешения руководителя учреждения Госбанка.
Из Инструкции Государственного банка СССР от 27.04.1979 № 64
Основной целью введения сертификатов, а позднее и чеков ВПТ, было стремление Советского государства ограничить валютные расходы по зарплате граждан, работавших за границей (особенно в капиталистических странах, где в противном случае служащие полностью снимали бы свою зарплату в валюте и всю её тратили на месте), а также снизить приток в страну частного вещевого импорта из неконтролируемых источников. Во время пребывания за границей часть зарплаты заграничных работников в валюте добровольно (но не более 60 %) переводилась на счёт во Внешэкономбанке, с которого можно было на месте (обычно через советника по экономическим вопросам при Посольстве СССР) или по возвращении в СССР получить заранее заказанную сумму в виде сертификатов (позже — чеков). Некоторые категории заграничных работников внешнеторговых организаций и дипломаты могли ввозить в СССР и ограниченное количество иностранной валюты, которую они были обязаны конвертировать в сертификаты (чеки) не позже установленного срока, иначе наличие у них валюты тоже считалось незаконным.
Сертификаты (для моряков «чеки ВТБ» или «боны» на сленге) появились в 1964 году. Ранее на третьем этаже ГУМа и в ЦУМе существовала система так называемых «закрытых спецотделов», где заграничным работникам или их родственникам выдавались заказанные заранее по каталогам вещи. Система была крайне громоздкой и практически не позволяла реализовывать оборот продуктов лёгкой промышленности (например, обменять чеки на ботинки подходящего размера было часто невозможно). В результате была внедрена более гибкая система сертификатов Внешпосылторга. Они существовали трёх типов: «сертификаты с синей полосой» — выплачивались гражданам, работавшим в странах СЭВ  с коэффициентом зачисления на счёт 1:1; «сертификаты с жёлтой полосой» — выплачивались заграничным работникам, работавшим в странах с неконвертируемой валютой (в так называемых странах третьего мира) с коэффициентом 4,6:1), и «бесполосые сертификаты» — выплачивались работавшим в странах со свободно конвертируемой валютой (коэффициент 4,6:1). Таким образом «жёлтополосые» и «бесполосые» сертификаты негласно были физическим аналогом условно-счётного инвалютного «золотого» рубля, исполняя квазифункцию «советских червонцев», но, в отличие от предшественников, официального хождения в широком обороте не имели, и в руках лиц, не могущих подтвердить документально законный источник происхождения, приравнивались к иностранной валюте, владение которой для советских граждан было уголовно наказуемо (например, по статье 88 УК РСФСР).
Сертификаты и боны (позже чеки) можно было законно отоваривать исключительно в сети специальных магазинов — «Берёзках», кроме того, их можно было внести в качестве взноса в ЖСК, но лишь по коэффициенту 1:1 к обычному рублю, что также было дополнительной статьёй дохода государства. Суть системы сертификатов состояла в том, что заграничные работники в разных странах при формально сравнимых величинах окладов (близких к средним по Союзу), реально получали значительно различающиеся по покупательной способности зарплаты. Например, оклад советского переводчика в Индии, составлявший условно 200 рублей, фактически в «жёлтополосых сертификатах» составлял 920 рублей, а оклад переводчика, например, в Венгрии, равный 400 рублям в «синеполосых сертификатах», составлял те же 400 рублей. В «Берёзке» за сине- и жёлтополосые сертификаты можно было купить не только одежду, ковры, хрусталь и товары лёгкой промышленности производства СЭВ, но также и автомобили.
За «бесполосые сертификаты» реализовывались также качественные товары иностранного производства, включая западную аудио- и видеотехнику и дефицитные продукты питания. Особенно наглядной была разница в покупательной способности сертификатов на примере легковых автомобилей:
- «Волга» ГАЗ-21 стоила 5500 рублей в «синеполосых» сертификатах и только около 1200 рублей в «бесполосых» и «жёлтополосых»;
- «Москвич» АЗЛК-408 стоил 4500 рублей в «синеполосых» сертификатах и только около 980 рублей в «бесполосых» и «жёлтополосых»;
- «Запорожец» ЗАЗ-966 стоил 3500 рублей в «синеполосых» сертификатах и только около 760 рублей в «бесполосых» и «жёлтополосых».

Такое явное неравенство приводило к накоплению недовольства среди рядовых заграничных работников и создавало поле для спекулятивных операций, то есть разменов сертификатов разных типов «между своими», а также «чёрный рынок», действовавший несмотря на строгий запрет на подобные операции (срок до 8 лет по ст. 88 УК РСФСР), где курс сертификатов к советскому рублю в начале 1970-х годов составлял 1:1,5—1:2 за «синеполосые», 1:6—1:7 за «жёлтополосые» и 1:8—1:9 за «бесполосые». Кроме того, для высших дипломатических работников (от уровня советника и выше) существовали отдельные чеки серии «Д», принимавшиеся к оплате наравне с наличной валютой от иностранцев в параллельной системе валютных магазинов — «Берёзках».
Таким образом, в СССР существовали две полностью раздельные (чековая и валютная) торговые системы магазинов (в РСФСР — «Берёзка», в УССР — «Каштан», в Латвийской ССР — «Дзинтарс», а в Азербайджанской ССР — «Чинар»). В валютных магазинах могли законно отовариваться только иностранцы, дипломаты и высшая партийная номенклатура. Рядовые заграничные работники должны были пользоваться только чековыми «Берёзками», в свою очередь закрытыми для остальных советских граждан, располагавших только советскими рублями.
Большинство рядовых советских заграничных работников исправно переводили значительную часть своих зарплат за границей на счета Внешэкономбанка, чему способствовали и строгие таможенные ограничения на ввоз в СССР частными лицами товаров длительного пользования, а также продажа исключительно за чеки таких престижных и дефицитных товаров, как автомобили «Волга». Со значительным расширением в 1970-х годах числа выезжающих за рубеж на работу граждан и для упрощения работы системы «Берёзка» в 1974 году[уточнить] сертификаты всех типов были заменены «чеками Внешторгбанка» единого образца.
При получении денежных переводов из-за рубежа они обязательно проходили через Внешторгбанк, и внутри СССР также выдавались чеками, а не в исходной валюте.
Официально чеки Внешпосылторга на обычные советские рубли не обменивались (могли только засчитываться по курсу 1:1 при взносах за ЖСК или гараж), а курс чёрного рынка составлял от 1:1,5—1:2 (в конце 1970-х годов) до 1:3 (во второй половине 1980-х годов).

## Ликвидация «Берёзок»
Негативные явления, порождённые системой оборота чеков Внешпосылторга и Внешторгбанка, стали известны широкой общественности в эпоху гласности, вызвав тем самым массовую волну возмущения, не столько фактом существования «Берёзок», сколько разностью в фактической величине оплаты труда «простых бурильщиков в Каракумах и Сахаре». В результате система торговли за наличные чеки в магазинах «Берёзка» была признана руководством СССР социально несправедливой, и в начале 1988 года ликвидирована (это делалось в том числе и с целью отвести внимание общественности от номенклатурных спецраспределителей и замаскировать общее ухудшение состояния советской торговли после введения «сухого закона»). Эта ликвидация сопровождалась ажиотажным спросом — с прилавков «Берёзок» быстро скупались все товары (часто с переплатой работникам магазинов), за которыми с ночи выстраивались длинные очереди — отсутствие внятной информации со стороны советского руководства создавало впечатление об отмене (обнулении) чековых вкладов вообще.
В итоге бывшие чековые магазины «Берёзка» перешли на гораздо менее удобную для покупателей систему торговли по безналичному расчёту (оплату за выписанный в магазине товар необходимо было производить непосредственно в банке путём безналичного перевода стоимости товара с личного счёта на счёт магазина, то есть фактически была возрождена система «спецотделов», действовавшая до 1964 года), а вот валютных магазинов «Берёзка» данные изменения не коснулись.
Весной 1991 года в СССР был введён свободный курс обмена рубля и одновременно смягчён режим хождения наличной валюты, появились первые официальные пункты обмена валюты, а в 1993 году чековые счета заграничных работников во Внешэкономбанке были конвертированы в одну из СКВ.

## Чеки в странах СЭВ
Подобная чековая система существовала во всех странах СЭВ, например боны в ЧССР и ПНР, форум-чеки в ГДР, тчки в НРБ, кубинское конвертируемое песо на Кубе и так далее.